# 马吉比县
马吉比县（英語：Margibi County）是利比里亚15县之一，首府卡卡塔。其下有四個區，全縣土地面積約2,616平方（1,010平方英里）。 2008年人口普查顯示當地有199,689人，是利比里亞人口第六多的縣。